# MHL (2017/2018)
Sezon Młodzieżowej Hokejowej Ligi 2017/2018 – dziewiąty sezon juniorskich rozgrywek MHL.

## Uczestnicy
W porównaniu do poprzedniej edycji z rozgrywek miejsce zespołu HK MWD Bałaszycha zajął MHK Dinamo Moskwa, a ponadto do ligi przyjęto Kapitan Stupino oraz chiński Kunlun Red Star Junior. Łącznie w lidze wystartowało 33 drużyn. W Konferencji Zachód skupiono 17 zespołów, a w Konferencji Wschód ulokowano 16 drużyn. Pomimo umownego zestawienia drużyn w konferencjach o charakterze geograficznym, nie wszystkie zespoły są przynależne do tychże miejsc (np. drużyna z Chabarowska czy chińska z Pekinu zostały przyporządkowane do Konferencji Zachód).
| Ałmaz Czerepowiec                 | Czerepowiec      | Jewgienij Stawrowski | Siewierstal Czerepowiec    |  |
| Amurskie Tigry Chabarowsk         | Chabarowsk       | Jurij Fimin          | Amur Chabarowsk            |  |
| Atłanty Mytiszczi                 | Mytiszczi        | Władimir Potapow     |                            |  |
| Czajka Niżny Nowogród             | Niżny Nowogród   | Wiaczesław R'ianow   | Torpedo Niżny Nowogród     |  |
| MHK Dinamo Sankt Petersburg       | Petersburg       | Siergiej Orieszkin   |                            |  |
| MHK Dinamo Moskwa                 | Moskwa           | Anatolij Antipow     | Dinamo Moskwa              |  |
| Kapitan Stupino                   | Stupino          | Dmitrij Gogolew      | CSKA Moskwa                |  |
| Krasnaja Armija Moskwa            | Moskwa           | Rinat Chasanow       | CSKA Moskwa                |  |
| Krylja Sowietow Moskwa            | Moskwa           | Jurij Strachow       |                            |  |
| Łoko Jarosław                     | Jarosław         | Dmitrij Krasotkin    | Łokomotiw Jarosław         |  |
| Kunlun Red Star Junior            | Pekin            | Aleksandr Barkow     | Kunlun Red Star            |  |
| HK Rīga                           | Ryga             | Ronalds Ozoliņš      | Dinamo Ryga                |  |
| Russkie Witiazi Czechow           | Czechow          | Lew Bierdiczewski    | Witiaź Czechow             |  |
| SKA-1946 Sankt Petersburg         | Petersburg       | Michaił Miłochin     | SKA Sankt Petersburg       |  |
| SKA-Sieriebrianyje Lwy            | Petersburg       | Siergiej Jarowoj     |                            |  |
| MHK Spartak Moskwa                | Moskwa           | Władimir Tiurikow    | Spartak Moskwa             |  |
| Tajfun                            | Władywostok      | Igor Aleksandrow     |                            |  |
| Konferencja Wschód                |                  |                      |                            |  |
| Ałtaj                             | Ust-Kamienogorsk | Wiktor Bogatyriow    | Torpedo Ust-Kamienogorsk   |  |
| Awto Jekaterynburg                | Jekaterynburg    | Witalij Sołowjow     | Awtomobilist Jekaterynburg |  |
| Biełyje Miedwiedi Czelabińsk      | Czelabińsk       | Maksim Smielnicki    | Traktor Czelabińsk         |  |
| Irbis Kazań                       | Kazań            | Andriej Makarow      | Ak Bars Kazań              |  |
| Kuznieckie Miedwiedi Nowokuźnieck | Nowokuźnieck     | Aleksiej Korszkow    | Mietałłurg Nowokuźnieck    |  |
| Ładja Togliatti                   | Togliatti        | Aleksiej Aleksiejew  | Łada Togliatti             |  |
| Mamonty Jugry Chanty-Mansyjsk     | Chanty-Mansyjsk  | Dmitrij Burłucki     | Jugra Chanty-Mansyjsk      |  |
| Omskie Jastrieby                  | Omsk             | Jurij Panow          | Awangard Omsk              |  |
| Rieaktor Niżniekamsk              | Niżniekamsk      | Wiaczesław Kasatkin  | Nieftiechimik Niżniekamsk  |  |
| Sarmaty Orenburg                  | Orenburg         | Oleg Sawczuk         | HK Orienburżje             |  |
| Sibirskie Snajpiery Nowosybirsk   | Nowosybirsk      | Jarosław Luzienkow   | Sibir Nowosybirsk          |  |
| Snieżnyje Barsy Astana            | Astana           | Siergiej Starygin    | Barys Astana               |  |
| Sputnik Almietjewsk               | Almietjewsk      | Eduard Dmitrijew     | Nieftianik Almietjewsk     |  |
| Stalnyje Lisy Magnitogorsk        | Magnitogorsk     | Dmitrij Stułow       | Mietałłurg Magnitogorsk    |  |
| Tiumienskij Legion                | Tiumeń           | Władimir Gusiew      | Rubin Tiumeń               |  |
| Tołpar Ufa                        | Ufa              | Alik Gariejew        | Saławat Jułajew Ufa        |  |

## Sezon zasadniczy
Sezon rozpoczęto 2 września 2017. W sezonie zasadniczym każda drużyna z Konferencji Zachód rozegrała 64 meczów, a każdy zespół z Konferencji Wschód zagrał 60 meczów. W Konferencji Zachód pierwsze miejsce zajął Łoko Jarosław (162 pkt.), a w Konferencji Wschód triumfowały Mamonty Jugry (140 pkt.).

## Faza play-off
Do fazy play-off zakwalifikowało się 16 drużyn tj. po 8 drużyn z każdej konferencji. W finale Łoko Jarosław pokonało SKA-1946 w meczach 4:2, zdobywając Puchar Charłamowa. Rywalizacji o trzecie miejsce nie rozgrywano. 

## Nagrody i wyróżnienia

### Zawodnicy miesięcy
W trakcie sezonu przyznawano nagrody indywidualne w trzech kategoriach odnośnie do pozycji zawodników (bramkarz, obrońca, napastnik) za czas poszczególnych miesięcy osobno dla graczy z obu konferencji.
| Miesiąc     | Bramkarz                                                                                | Obrońca                                                                           | Napastnik                                                                             |
| ----------- | --------------------------------------------------------------------------------------- | --------------------------------------------------------------------------------- | ------------------------------------------------------------------------------------- |
| Wrzesień    | Z – Maksim Dorożko (Russkie Witiazi) W – Nikita Kamysznikow (Stalnyje Lisy)             | Z – Iwan Wasin (MHK Dinamo St. Petersburg) W – Danił Piatin (Stalnyje Lisy)       | Z – Siergiej Gonczaruk (Tajfun) W – Bułat Szafigullin (Rieaktor)                      |
| Październik | Z – Kirył Uscimienka (MHK Dinamo St. Petersburg) W – Nikita Kamysznikow (Stalnyje Lisy) | Z – Wieniamin Baranow (MHK Dinamo St. Petersburg) W – Siemion Pierielajew (Ładja) | Z – Nikita Dyniak (MHK Dinamo St. Petersburg) W – Islam Chasanow (Rieaktor)           |
| Listopad    | Z – Aleksandr Samojłow (Krasnaja Armija) W – Amir Miftachow (Irbis)                     | Z – Gleb Morulow (Ałmaz) W – Samat Danijar (Snieżnyje Barsy)                      | Z – Pawieł Krutij (Amurskie Tigry) W – Stiepan Grymzin (Mamonty)                      |
| Grudzień    | Z – Władisław Okoriak (Łoko) W – Pawieł Nieczistowski (Mamonty)                         | Z – Wadim Kudako (Ałmaz) W – Jewgienij Borisow (Stalnyje Lisy)                    | Z – Nikołaj Kowalenko (Łoko) W – Pawieł Dorofiejew (Stalnyje Lisy)                    |
| Styczeń     | Z – Kiriłł Kożokar (Czajka) W – Amir Miftachow (Irbis)                                  | Z – Rodion Poroszyn (MHK Krylja) W – Siemion Pierielajew (Ładja)                  | Z – Anton Wasiljew (MHK Dinamo St. Petersburg) W – Anton Ruban (Kuznieckie Miedwiedi) |
| Luty        | Z – Konstantin Wołkow (SKA-1946) W – Michaił Isajew (Ładja)                             | Z – Dienis Niedilko (Amurskie Tigry) W – Danił Piatin (Stalnyje Lisy)             | Z – Jegor Filin (Krasnaja Armija) W – Nikita Lubiszkin (Sarmaty)                      |

### Nagrody indywidualne
Po zakończeniu sezonu przyznano nagrody indywidualne, które otrzymali:
- Nagroda dla najwartościowszego zawodnika sezonu: Anton Ruban (Kuznieckie Miedwiedi Nowokuźnieck)
- Nagroda dla najlepszego strzelca: Anton Ruban (Kuznieckie Miedwiedi Nowokuźnieck) i Nikita Dyniak (MHK Dinamo Sankt Petersburg) – ex aequo
- Nagroda dla najskuteczniejszego zawodnika: Anton Ruban (Kuznieckie Miedwiedi Nowokuźnieck)
- Nagroda dla najlepszego obrońcy: Timbalij Wachrutdinow (Mamonty Jugry Chanty-Mansyjsk)
- Nagroda dla najlepszego bramkarza: Nikita Łysienkow (SKA-1946 Sankt Petersburg)
- Nagroda dla najlepszego debiutanta: Nikita Rożkow (Stalnyje Lisy Magnitogorsk)
- Nagroda dla najlepszego trenera: Dmitrij Krasotkin (Łoko Jarosław)
- Nagroda dla najlepszego sędziego: Aleksandr Samarin
- Nagroda dla najlepszego klubowego serwisu prasowego: Omskie Jastrieby
- Nagroda dla najlepszego dziennikarza: Danił Jebałow (oficjalna strona internetowa https://mhl.khl.ru)